# Del Latta

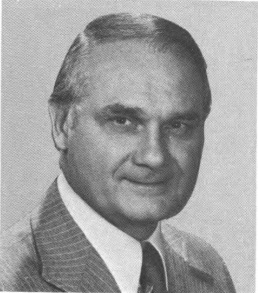
Del Latta

Delbert Leroy "Del" Latta, född 5 mars 1920 i Weston i Wood County i Ohio, död 12 maj 2016 i Bowling Green i Ohio, var en amerikansk republikansk politiker. Han representerade delstaten Ohios femte distrikt i USA:s representanthus 1959-1989. Han var far till kongressledamoten Bob Latta.
Latta gick i skola i North Baltimore, Ohio och studerade sedan vid Ohio Northern University. Han tjänstgjorde i USA:s armé 1938-1941. Han inledde 1944 sin karriär som advokat i Bowling Green, Ohio. Han var ledamot av delstatens senat 1953-1958.
Kongressledamoten Cliff Clevenger kandiderade inte till omval i kongressvalet 1958. Latta vann valet och efterträdde Clevenger i representanthuset i januari 1959. Han omvaldes fjorton gånger. Han bestämde sig för att inte kandidera till en sextonde mandatperiod i representanthuset och stödde sonen Bob i republikanernas primärval inför kongressvalet 1988. Paul Gillmor vann valet och efterträdde Del Latta i januari 1989. Bob Latta blev sedan kongressledamot efter att Gillmor 2007 omkom i en olyckshändelse.